# Astaena tumidiceps
Astaena tumidiceps är en skalbaggsart som beskrevs av Frey 1974. Astaena tumidiceps ingår i släktet Astaena och familjen Melolonthidae. Inga underarter finns listade.